# MyD88
La proteína de respuesta primaria de diferenciación mieloide 88 (MyD88, del inglés Myeloid differentiation primary response 88) es una proteína que, está codificada por el gen myd88 en humanos. Fue descubierto originalmente en el laboratorio de Dan A. Liebermann (Lord et al. Oncogene 1990) como un gen de respuesta primaria a la diferenciación mieloide. 

## Función
El gen Myd88 proporciona la secuencia para producir una proteína involucrada en la señalización dentro de las células inmunes. La proteína MyD88 actúa como un adaptador, conectando proteínas que reciben señales del exterior de la célula con las proteínas que transmiten señales dentro de la célula.
En la inmunidad innata, MyD88 juega un papel fundamental en la activación de las células inmunes a través de los receptores tipo Toll (TLR), que pertenecen a un gran grupo de receptores de reconocimiento de patrones (PRR). En general, estos receptores detectan patrones comunes que comparten varios patógenos ( patrones moleculares asociados a patógenos o PAMP) o que se producen o liberan durante el daño celular ( patrones moleculares asociados a daño o DAMP).
Los TLR son homólogos de los receptores Toll, que fueron descritos por primera vez en la ontogénesis de la mosca de la fruta Drosophila, siendo responsables del desarrollo dorsoventral. Por lo tanto, se ha demostrado que los TLR están presentes en todos los animales, desde insectos hasta mamíferos. Los TLR se encuentran en la superficie celular ( TLR1, TLR2, TLR4, TLR5, TLR6 ) o dentro de los endosomas ( TLR3, TLR7, TLR8, TLR9 ) y detectan patógenos extracelulares o fagocitados, respectivamente. Los TLR son glicoproteínas de membrana integrales con partes extracelulares de forma semicircular típica que contienen repeticiones ricas en leucina responsables de la unión del ligando, y partes intracelulares que contienen el dominio receptor de interleucina (TIR).
Después de la unión del ligando, todos los TLR, excepto TLR3, interactúan con la proteína adaptadora MyD88. Otra proteína adaptadora, que es activada por TLR3 y TLR4, se llama IFN-β inductor de adaptador que contiene el dominio TIR (TRIF). Posteriormente, estas proteínas activan dos factores de transcripción importantes:
- NF-κB es una proteína dimérica responsable de la expresión de varias citocinas inflamatorias, quimiocinas y moléculas de adhesión y coestimulantes, que a su vez desencadenan la inflamación aguda y la estimulación de la inmunidad adaptativa.
- Los IRF son un grupo de proteínas responsables de la expresión de interferones tipo I que establecen el llamado estado antiviral de una célula.

TLR7 y TLR9 activan tanto a NF-κB como a IRF3 a través de la vía dependiente de MyD88 e independiente de TRIF, respectivamente.
El ortólogo humano Myd88 parece funcionar de manera similar a los ratones, ya que el fenotipo inmunológico de las células humanas deficientes en Myd88 es similar al de las células de ratones deficientes en MyD88. Sin embargo, la evidencia disponible sugiere que Myd88 es prescindible para la resistencia humana a las infecciones virales comunes y a todas las infecciones bacterianas piógenas, excepto unas pocas, lo que demuestra una diferencia importante entre las respuestas inmunes de los ratones y los humanos. Se han identificado mutaciones en Myd88 en la posición 265 que conducen a un cambio de leucina a prolina en muchos linfomas humanos, incluido el subtipo ABC del linfoma difuso de células B grandes  y la macroglobulinemia de Waldenström.

## Interacciones
Se ha demostrado que Myd88 interactúa con:
- IRAK1.
- IRAK2.
- Interleukin 1 receptor, type I.
- RAC1.
- TLR4.

## Polimorfismos genéticos
Se han identificado varios polimorfismos de un solo nucleótido (SNP) de MyD88. y para algunos de ellos se encontró una asociación con la susceptibilidad a varias enfermedades infecciosas  y a algunas enfermedades autoinmunes como la colitis ulcerosa.

## Lectura adicional
Bonnert TP, Garka KE, Parnet P, Sonoda G, Testa JR, Sims JE (January 1997), "The cloning and characterization of human MyD88: a member of an IL-1 receptor related family" [La clonación y caracterización de MyD88 humano: un miembro de la familia relacionada al receptor de IL-1], 402 (1): 81–4., FEBS Letters.
- MeSH: MyD88+Protein (en inglés)

- Datos: Q14905557